# Fräulein Julie (1921)
Fräulein Julie ist ein deutscher Stummfilm von 1921 nach der gleichnamigen Vorlage von August Strindberg. Unter der Regie von Felix Basch spielt Asta Nielsen die Titelrolle.

## Handlung
Irgendwo in einer schwedischen Kleinstadt. Julie, Tochter gräflicher Eltern, wächst behütet auf dem elterlichen Gut auf. Ihre Mutter führt ein strenges Regiment über sie. Enttäuscht von einem Liebhaber, verlangt die Mutter von Julie zu schwören, sich niemals in absolute Abhängigkeit eines Mannes zu begeben. Mehr und mehr verfällt die alte Gräfin geistiger Umnachtung, und eines Tages zündet sie das familieneigene Schloss an. Während die Gräfin einen grausamen Flammentod stirbt, rettet der junge, agile und kraftvolle Diener Jean die junge Comtesse Julie.
Jahre gehen ins Land, und Julie trifft Jean wieder. Obwohl sie ihn aus Standesbewusstsein und sozialem Hochmut eigentlich verachtet, beginnt sie eine Affäre mit Jean und folgt ihm auf sein karges Zimmer. Doch sie ahnt nicht, dass es nicht nur die pure Lust ist, die Jean zu ihr treibt. Vielmehr sieht er in der Grafentochter ein Mittel zum Zweck. Und das heißt: Julie soll Geld aus dem Schreibtisch ihres Vaters stehlen, um mit ihm zu fliehen. Doch der Vater kehrt früher zurück als geplant. Jean reicht Julie ein Rasiermesser, damit sie ihrem Leben ein Ende bereiten könne, und so geschieht es auch.

## Produktionsnotizen
Fräulein Julie passierte am 24. November 1921 die Filmzensur, erhielt Jugendverbot und wurde am 2. Februar 1922 in Berlins Marmorhaus erstaufgeführt. Davor gab es jedoch bereits Premieren in anderen Städten und Ländern. Der Fünfakter war 1589 Meter lang.
Die Filmbauten schuf das Architektenduo Robert Herlth und Walter Röhrig.

## Kritik
Paimann’s Filmlisten resümierte: „Der Filmbearbeitung ist es nun, wie nicht anders zu erwarten war, nicht möglich gewesen, den Geist der Dichtung restlos wiederzugeben und trifft man an vielen Stellen Aktionen, deren psychologische Beweggründe fehlen, was den Eindruck des Unnatürlichen hervorruft. Nichtsdestoweniger ist das Bild, besonders gegen Ende zu, reich an dramatisch wertvollen Szenenfolgen. Die Darsteller gaben sich redliche Mühe, besonders Dieterle verdient Lob. Die Aufmachung fand in dem ländlichen Milieu wenig Entfaltungsmöglichkeiten, die Photos waren gut.“

„Erst im Film ‚Fräulein Julie‘ (1922) zeigte Asta Nielsen eine echt Strindbergsche Natur: Sie hatte nichts Dirnenhaftes oder Vampirartiges mehr an sich. Sie kämpfte als Mädchen, das im Grunde nie Backfisch war, zwischen Trieb und Abstammung, und sah in dem Lakaien den höchsten Preis, so daß auf diesem Abweg schließlich Körper und Seele zerbrachen.“

Auch in Strindbergs Heimatland Schweden fand der Streifen Beachtung und im Übrigen bezüglich der Dekors höchst unterschiedliche Aufnahme. Während der Stockholms-Tidningen in seiner Ausgabe von 27. März 1922 befand, „dass die Innenräume des verfallenen Anwesens des Grafen … den Ton von Strindbergs Drama sehr gut treffen“, schimpfte am selben Tag das ebenfalls in der schwedischen Hauptstadt ansässige Svenska Dagbladet über die „lächerlich fantastisch riesigen Räume, den Stil, die Gestaltung und Möblierung, die man noch nie in irgendeinem schwedischen Herrenhaus gesehen“ habe.